# Намык Кемаль
Намы́к Кема́ль (тур. Namık Kemal) (21 декабря 1840, Текирдаг — 2 декабря 1888, Хиос) — турецкий поэт и прозаик, журналист, переводчик и общественный деятель. Крупный представитель литературы танзимата. Один из организаторов и руководителей общества «Новые османы».

## Творчество

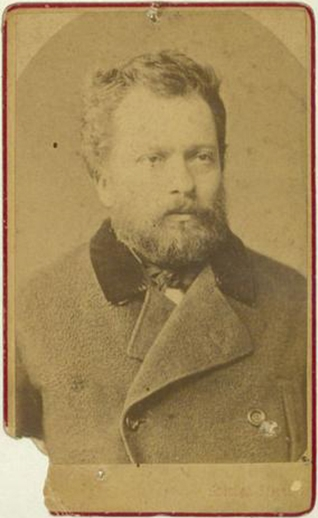
Старая фотография Намыка Кемаля

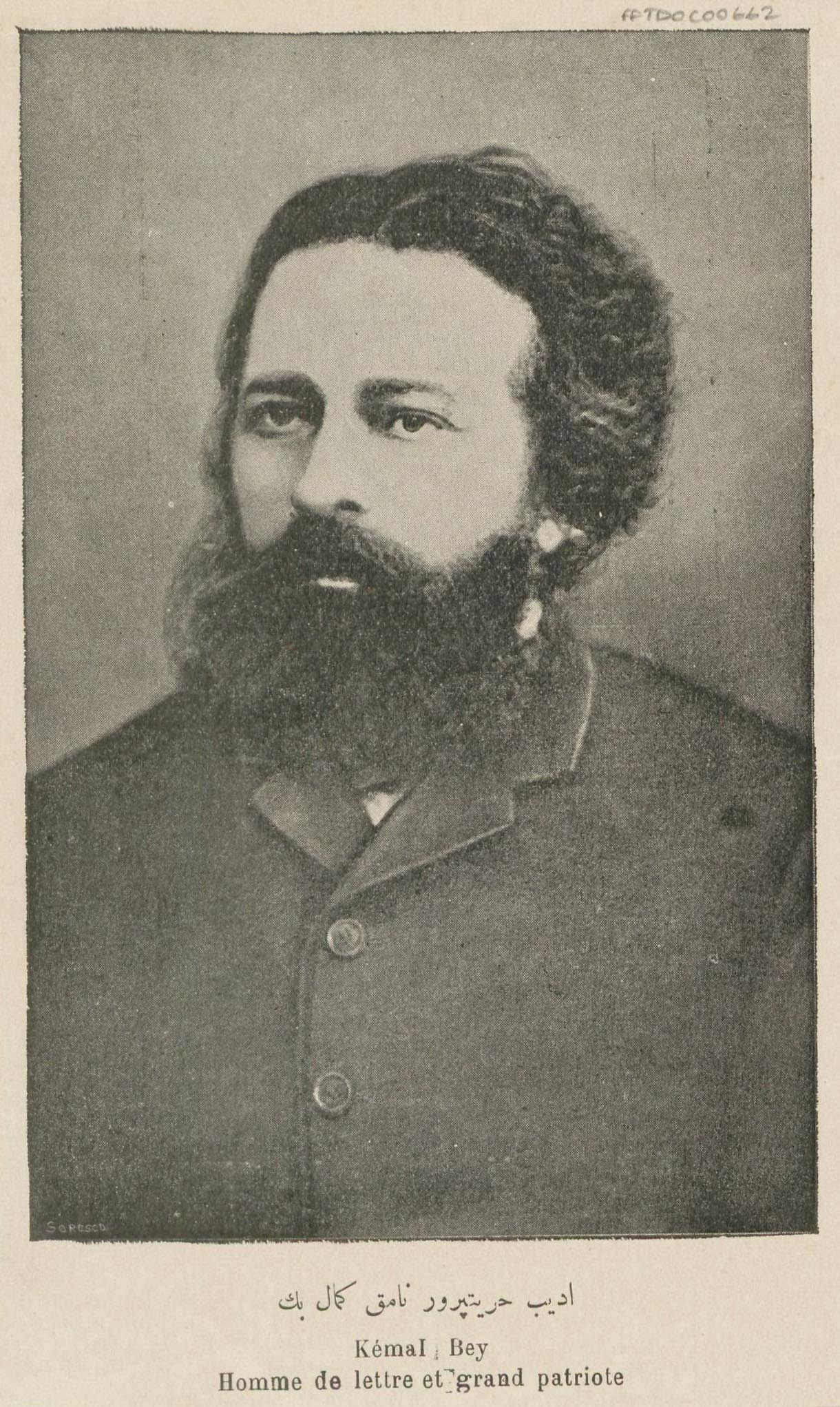
Намык Кемаль был одной из ведущих фигур в создании национальной идентичности

Намык Кемаль известен как первый драматург и романист в истории новой турецкой литературы. Наряду с Ибрахимом Шинаси и Зия-пашой является одним из первых авторов эпохи Танзимата.

## Избранная библиография
Намык Кемалем написаны монографии о Саладине, Мехмеде II и Селиме I. Начатую им полную историю Турции — «Османская история» до конца довести не успел.
Намык Кемаль — автор романов:
- Приключения Али бея
- Джезми

драм:
- Отечество или Силистрия
- Злосчастный ребенок
- Розовое дерево
- Анатолийские мужики
- Дунай или победа
- Девр-и Истила
- Барикай-и Зафер

пьес:
- Ватан и др.

Наряду с литературным творчеством занимался исследовательской работой в области экономики и истории.